# 犬冠状病毒
犬冠状病毒（Canine coronavirus、CCoV）是甲型冠狀病毒屬的一種病毒，與貓冠狀病毒同屬甲型冠狀病毒一型（Alphacoronavirus 1），可在犬类中引起高度傳染性的腸道疾病，廣泛分布於世界各地，最早在1971年德国的一次護衛犬疫情情暴发中發現。另有一種感染狗呼吸道的病毒犬呼吸道冠狀病毒，屬乙型冠狀病毒屬，與此病毒無直接關聯。

## 病理
该病毒侵入肠绒毛并在其中复制，其发病可能与病毒诱导的小肠上皮粘膜细胞凋亡 （程序性细胞死亡）有关。最初人们认为犬冠状病毒会引起严重的胃肠道疾病，但是目前大多数病例非常轻微或并无症状。当犬只同时感染犬细小病毒时，会发生更严重的并发症，而肠绒毛遭到冠状病毒感染后会更容易感染细小病毒，结果导致比任何单一病毒感染都更严重的疾病。然而，与犬细小病毒无关的、由冠状病毒引起的严重肠道疾病仍偶有报道，这可能与其作为正链RNA病毒的高突变率有关。

## 症状、诊断、治疗和控制
该疾病潜伏期为1~3天。该疾病具有高度传染性，并通过受感染犬只的粪便传播。病犬通常在6~9天内传播病毒，但有感染后的6个月内都会持续。 其症状包括腹泻 ，呕吐和厌食，一般通过检测粪便中的病毒颗粒来进行诊断。 通常情况下只需要使用针对腹泻的药物，但病情较严重的犬只可能需要静脉注射液体以避免脱水。该病死亡较少见，病毒可被大多数消毒剂杀灭，也有可用的疫苗（ATCvet代码：QI07AD11），其一般用于更易受感染的幼犬，以及有高暴露风险的犬，比如表演犬。

## 其他犬冠狀病毒
2003年有一感染狗呼吸道的冠狀病毒被發現，屬於乙型冠狀病毒屬，與犬冠狀病毒無直接關聯，称为犬呼吸道冠状病毒（CRCoV），与人冠狀病毒OC43、牛冠狀病毒等同屬乙型冠狀病毒1型。该病毒于2003年在英国首次从犬肺部样本中分离出来，此后相继在欧洲大陆和日本被发现。2006年的一项血清学研究显示加拿大和美国的犬只都存在CRCoV抗体，于加拿大萨斯喀彻温省进行的一项回顾性研究也发现CRCoV早在1996年就存在該處。